# Missão Presbiteriana Inglesa
A Missão Presbiteriana Inglesa era uma sociedade missionária Presbiteriana Britânica que estava envolvida no envio de missionários a países como a China durante o final da Dinastia Qing . 

## Trabalho da Missão Presbiteriana Inglesa na China
A Igreja Presbiteriana da Inglaterra resolveu estabelecer uma missão na China em 1847. The Rev. William Chalmers Burns foi primeiro para Hong Kong e depois para Amoy . Dez anos depois, ele foi acompanhado pelo Rev. George Smith. O Sr. Burns lançou as bases do que se tornou uma das missões cristãs mais extensas e prósperas do Império Chinês. Seus principais centros eram Shantou, Amoy e Taiwan. Tinham vários estabelecimentos, combinando igrejas, casas missionárias, hospitais e escolas, e gastava dinheiro livremente na execução de todos os departamentos operacionais. Os missionários seniores no campo eram o Rev. HL Mackenzie, MA, de Shantou, e Rev. W. McGregor, MA, de Amoy. O Rev. George Smith, cooperador do Sr. Burns, morreu em fevereiro de 1891. Esta Sociedade foi grandemente auxiliada por uma associação de mulheres, pela qual agentes femininas foram enviadas da Inglaterra. Várias delas possuíam certificados para a prática da obstetrícia e possuíam um conhecimento prático geral da medicina, sendo assim capazes de aliviar o sofrimento das mulheres nativas em um grau considerável. Em 1890, a Missão tinha cento e seis postos na China e Cingapura, e empregava quinze missionários ordenados e trabalhadores médicos. Tinha nove agentes femininas, cinco pastores nativos ordenados e noventa e três ajudantes nativos não ordenados. Contava com quase três mil e seiscentos membros e tinha quatrocentos eruditos em suas escolas de treinamento. 